# Gerald Basil Edwards
Gerald Basil Edwards ou G.B. Edwards, né à Guernesey le 8 juillet 1899 et mort en Angleterre à Weymouth le 29 décembre 1976, est un écrivain britannique à qui l'on doit un seul livre, son roman Le Livre d'Ebenezer Le Page, publié en 1981 en Angleterre cinq ans après sa mort.

## Biographie
G.B. Edwards, né à Guernesey dans le Vale, est le fils du propriétaire de carrière Thomas Edwards. Il rejoint l'infanterie britannique en 1917 puis entre à l'université de Bristol afin d'étudier la littérature.
Lié au milieu littéraire dans les années 1920, G.B. Edwards n'a cependant pas entrepris de vrais projets d'écriture à cette époque. Il commence à rédiger une biographie de D.H. Lawrence qu'il ne terminera pas, et contribue occasionnellement à la revue littéraire de Middleton Murry, Adelphi. Ses amis finissent pas penser qu'il ne parviendra pas à écrire de grands textes.
En 1933, il abandonne femme et enfants et mène une vie de reclus. Il travaille alors pendant des décennies à ce qui deviendra Le Livre d'Ebenezer Le Page, dans l'édition en français.
À la fin de sa vie, il s'installe chez une logeuse à Weymouth dans le sud de l'Angleterre et se lie avec un couple d'étudiants, Edward Chaney et sa femme. Il présente son projet d'écriture à ses jeunes amis, qui l'encouragent à poursuivre ce travail. Une fois le livre terminé, G.B. Edwards contacte plusieurs éditeurs britanniques, mais sans succès. Il meurt en 1976, à 77 ans et c'est alors E. Chaney qui entreprend de faire publier Le livre d'Ebenezer le page. Lorsque les éditions Hamish Hamilton acceptent de publier l’œuvre, celle-ci connaît un grand succès critique, au Royaume-Uni ainsi qu'aux États-Unis.
On ne connaît aucun autre texte de G.B. Edwards, car il a demandé à sa logeuse de brûler les autres manuscrits qui se trouvaient chez lui.

## Le Livre d'Ebenezer Le Page
L'œuvre unique de G.B. Edwards  est une vaste autobiographie fictionnelle de plus de 600 pages dans lesquelles Ebenezer Le Page note ses observations et ses réflexions en regardant vivre et changer l'île de Guernesey de la fin du XIXe siècle au début des années 1960. Il y raconte aussi sa vie modeste et sans histoire, dévoilant son caractère indépendant et nostalgique, attaché à ses racines et à sa famille, mais ayant échoué dans sa vie sentimentale.
Le Livre d'Ebenezer Le Page est donc le roman d'une île : « Guernesey, Guernsey, Garnsai, Sarnia, qu’ils disent. Enfin, moi, je ne sais pas trop. Plus je vieillis et plus j’apprends, plus je sais que je ne sais rien, moi. » Le narrateur/chroniqueur prétend être le plus vieil habitant de l'île et nous livre en quelque sorte sa mémoire.
L'ouvrage a été admiré par John Fowles qui a écrit une préface à l'édition anglaise et salué par William Golding comme « une œuvre de génie ». Maurice Nadeau, quant à lui, dans sa présentation de l'édition en français de 1982 parle d'une « exceptionnelle réussite », d'« un subtil, complexe et magique composé d'espace, de temps, de souffrances et de joies humaines, se tient ainsi entre terre et ciel pour une éternité de lectures. » 
Une adaptation radiophonique a été réalisée en Angleterre ainsi qu'une adaptation théâtrale.

## Citation
Edwards explique son projet en faisant parler le narrateur :

« Je voudrais pouvoir écrire l'histoire de cette île telle que je l'ai connue et vécue pendant près d'un siècle. Je ne pense pas avoir beaucoup changé ; mais, à mon avis, tous les autres, eux, ont changé. Les jeunes d'aujourd'hui ne savent pas et ne peuvent même pas imaginer à quel point la vie à Guernesey autrefois était différente de ce qu'elle est maintenant. Un grand fossé s'est creusé entre la génération actuelle et la mienne. Je voudrais pouvoir le combler ; mais c'est trop espérer. Les seuls qui pourraient partager ma façon de voir sont morts, ou alors ce sont des vieux comme moi, qui n'ont plus les idées très claires ni une mémoire très sûre.
Remarquez bien, ça n'est pas moi qui irai prétendre que la vie à Guernesey du bon vieux temps était un vrai lit de roses. Je trouve que la vie en ce bas monde, c'est l'enfer sur terre la plupart du temps pour la plupart d'entre nous... »

— Gerald Basil Edwards, Le Livre d'Ebenezer Le Page

## Œuvres traduites en français
- Gerald Basil Edwards, Sarnia, trad. fr. Janine Hérisson, Maurice Nadeau/ Papyrus, 1983  (ISBN 978-2865410279) ; rééd. poche Éditions du Seuil, 1985  (ISBN 978-2020088138) ; rééd. Monsieur Toussaint Louverture, Le livre d'Ebenezer Le Page, 608 p., 2022  (ISBN 978-2381960340)